# Uslar
Uslar est une ville dans l'arrondissement de Northeim, dans le Land de Basse-Saxe, Allemagne. La ville se situe à environ 34 km au nord-ouest de Göttingen, à51° 39′ N, 9° 38′ E.

## Situation géographique
La ville est située en Basse-Saxe au centre de l'Allemagne:
- environ 34 km au nord-ouest de Göttingen,
- environ 120 km au sud de Hanovre,
- environ 350 km au sud-ouest de Berlin.

## Liste des quartiers
En 1974, 18 proches municipalités indépendantes ont été incluses dans la ville, qui sont maintenant de nouveaux quartiers de la municipalité.
| Nom           | Population | Indicatif téléphonique |
| ------------- | ---------- | ---------------------- |
| Ahlbershausen | 173        | 05571                  |
| Allershausen  | 647        | 05571                  |
| Bollensen     | 520        | 05571                  |
| Delliehausen  | 569        | 05573                  |
| Dinkelhausen  | 397        | 05571                  |
| Eschershausen | 514        | 05571                  |
| Fürstenhagen  | 392        | 05574                  |
| Gierswalde    | 427        | 05573                  |
| Kammerborn    | 290        | 05571                  |
| Offensen      | 371        | 05506                  |
| Schlarpe      | 503        | 05573                  |
| Schönhagen    | 1 099      | 05571                  |
| Schoningen    | 965        | 05571                  |
| Sohlingen     | 665        | 05571                  |
| Uslar         | 6 027      | 05571                  |
| Vahle         | 282        | 05571                  |
| Verliehausen  | 413        | 05571                  |
| Volpriehausen | 1 228      | 05573                  |
| Wiensen       | 632        | 05571                  |

## Population
| Date             | Population |
| ---------------- | ---------- |
| 31 décembre 2004 | 15 905     |
| 30 juin 2005     | 15 880     |
| 31 décembre 2005 | 15 847     |
| 30 juin 2006     | 15 794     |

## Politique
Élections du maire (Bürgermeister):
| Nom              | Parti au pouvoir | Législature       |
| ---------------- | ---------------- | ----------------- |
| Stephan Kaiser   | CDU              | 2002 - 11/2006    |
| Hermann Weinreis | SPD              | 11/2002 - 01/2007 |
| Martina Daske    | (SPD)            | 01/2007 -         |

Élections du conseil municipal (Gemeinderat):
| Législature | CDU | SPD | FDP | Grüne | Linke | Autres                            |
| ----------- | --- | --- | --- | ----- | ----- | --------------------------------- |
| ? - 11/2006 | 14  | 15  | -   | -     | -     | 3 (Freie Wähler) + 1 (Sans Parti) |
| 11/2006 -   | 13  | 17  | -   | -     | -     | 3 (Freie Wähler)                  |

## Histoire
Mentionnée pour la première fois dans un document de 1006/1007 sous le nom «Husleri».

## Jumelages
- Kerteminde (Danemark)
- Człuchów (Pologne)